# Ford Orion
Ford Orion (укр. Форд Оріон) — легковий автомобіль компанії Ford Motor Company, що випускався з 22 липня 1983 по 19 вересня 1993 року. За 10 років виробництва було випущено 3 534 239 Оріонів.

## Історія моделі

### Orion Mark I

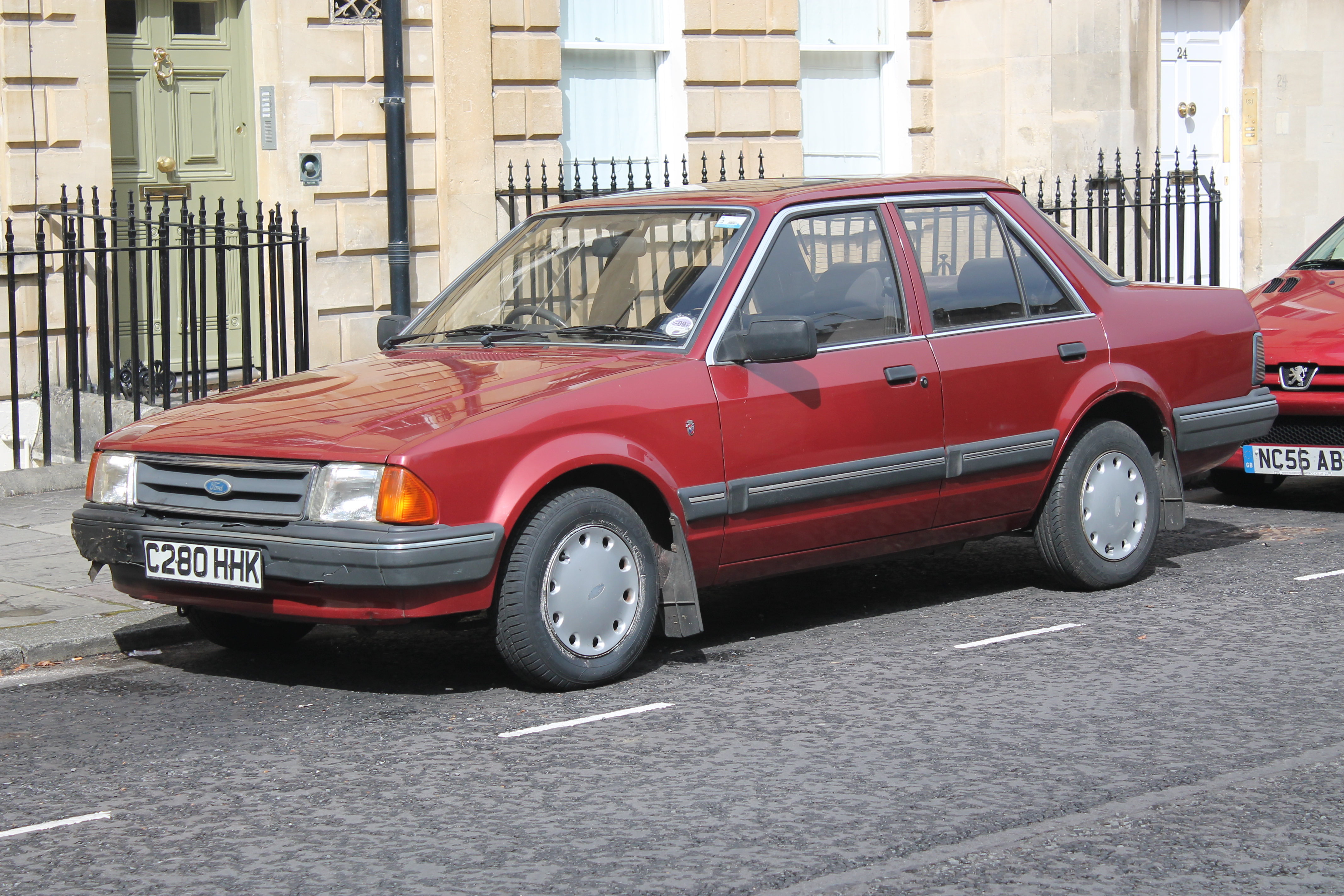
Ford Orion Mark I

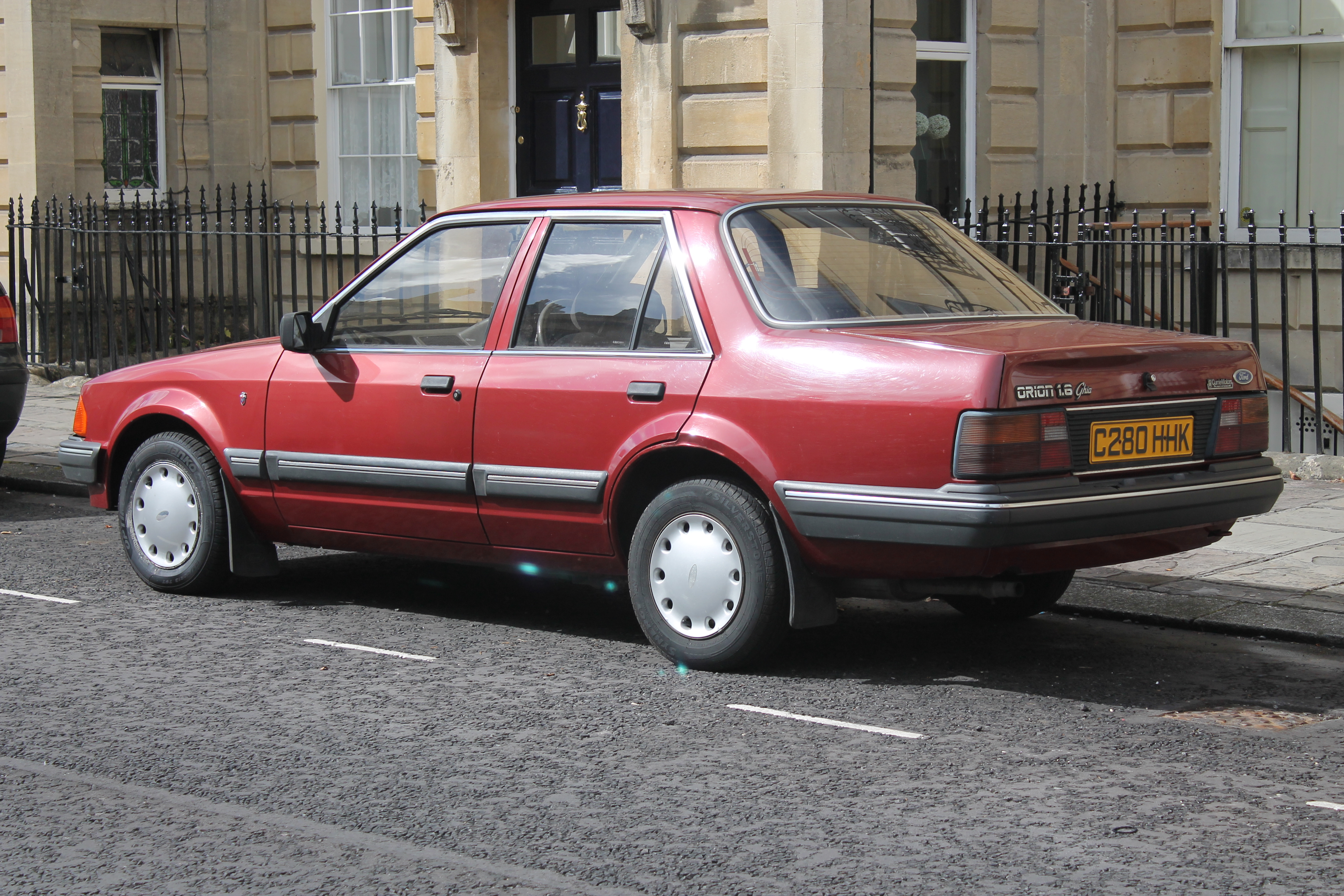
Ford Orion Mark I

На початку 1980-х імідж і лінійка автомобілів європейської філії «Форда» сильно змінилися. Старі седани, стали замінюватися головним чином новими хетчбеками, від Ford Escort до Granada, і Sierra, який прийшов замість Cortina.
Ford Orion, своєю чергою був розроблений, щоб заповнити потреби ринку 4-дверних седанів, які з'явилися внаслідок зникнення Ford Cortina. Спереду Orion виглядав подібно на Ескорт, але ззаду машини повністю відрізнялися; в Orion був довгий плоский виступ багажника. Хоча довжина Оріона була як у Ford Sierra, в останнього було більше місця для ніг ззаду.
Спочатку Ford Company пропонувала Orion тільки в GL і Ghia рівнях оснащення салону. Доступні були двигуни 1300 см3 і 1600 см3 CVH (хоча на Ghia ставилися і карбюраторні та інжекторні 1,6 л). Простіша L-модель була введена в 1984 році, і отримала дизельний двигун 1,6 л, Який ставився і на GL-версію.
Стандартними особливостями версії Ghia 1,6i були — центральний замок, люк, передні спортивні сидіння, електросклопідйомники, задні підголовники, тахометр і інформаційний комп'ютер, повідомляє водієві, коли транспортний засіб потребував обслуговування. Всі ці особливості були досить рідкісні для сімейного автомобіля 1980-х, на що вказували продавці своїми претензіями. Конкурентами Оріона в цьому класі були — Volkswagen Jetta, Mercedes-Benz 190, Rover 213/216, Vauxhall Belmont, Daihatsu Charmant, BMW E30 та Volvo 360.
Orion 1,6i мав такий же двигун, що й Escort XR3i та видавав ту ж продуктивність і був так само керований, внаслідок чого в кінці 1980-х отримав позначення XR. В 1989 році 1,6i, був також випущений обмеженою кількістю з поліпшеною оснащенням, і був названий 1600E. Orion 1600E був доступний в чорному, білому кольорах і в сірому металік, з дерев'яною обробкою на приладовій панелі та дверях, і шкіряними сидіннями сірого кольору.
Зрештою, після років, Ford став привносити в процеси моделювання і розробки Оріона близькі до Ескорту елементи.

### Ford Orion Mark II

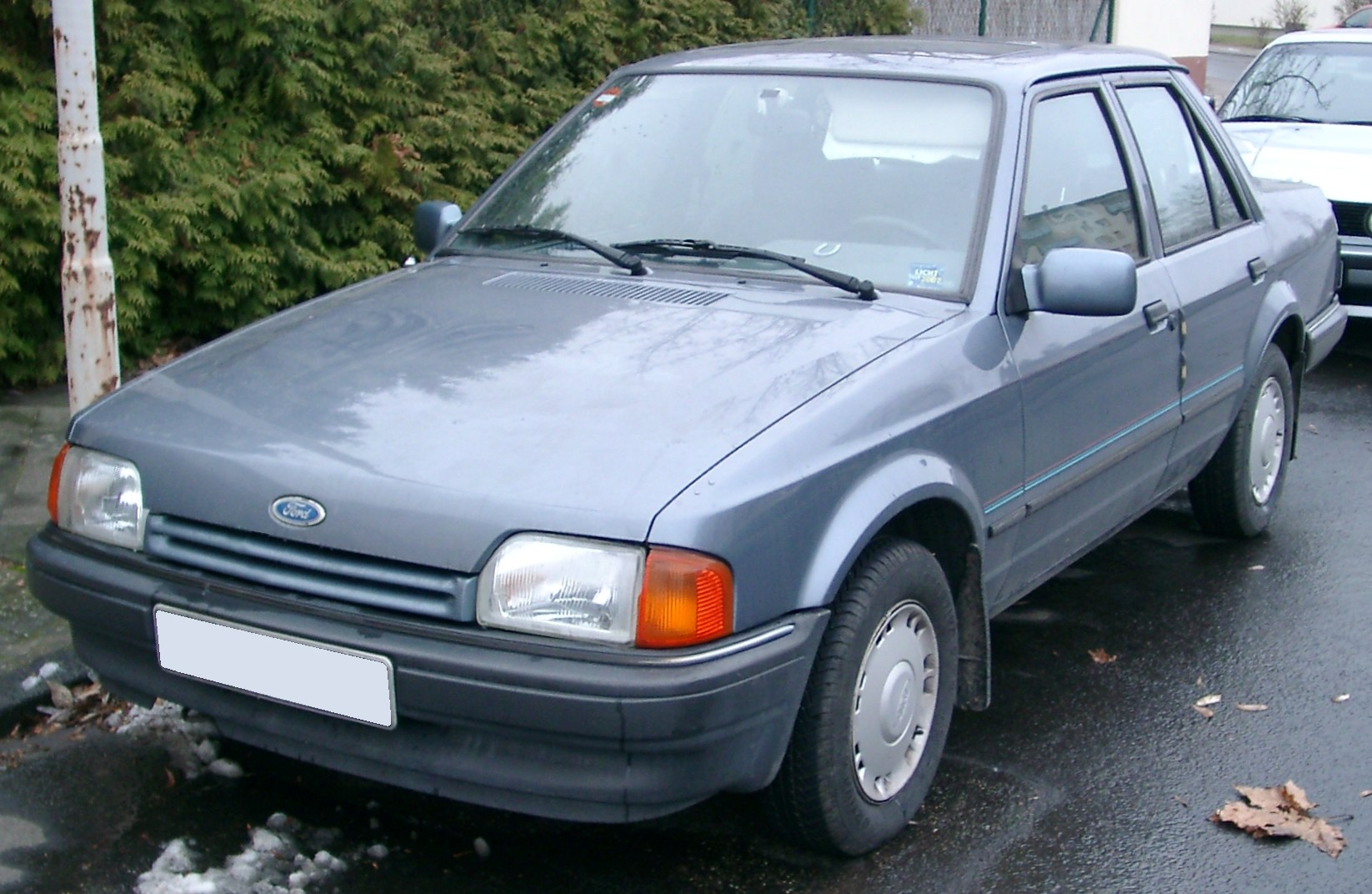
Ford Orion Mark II

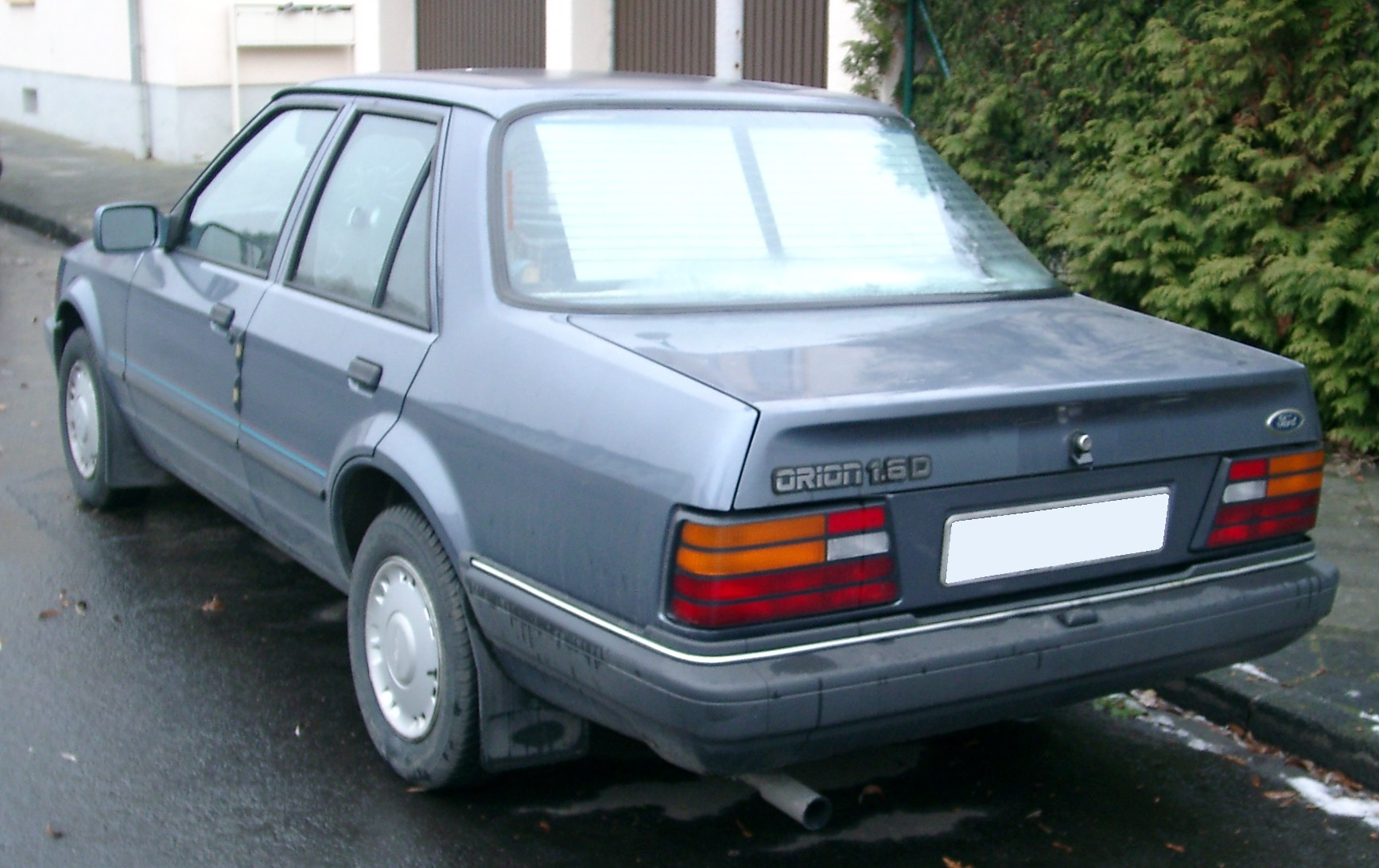
Ford Orion Mark II

В 1986 році Orion оновився так само як і лінійка Escort. Mark II отримав ABS, механічного типу з ремінною передачею та обдув вітрового скла. Серед інших змін — модернізація двигунів CVH, установка інших замків на дверях та інше.

### Ford Orion Mark III

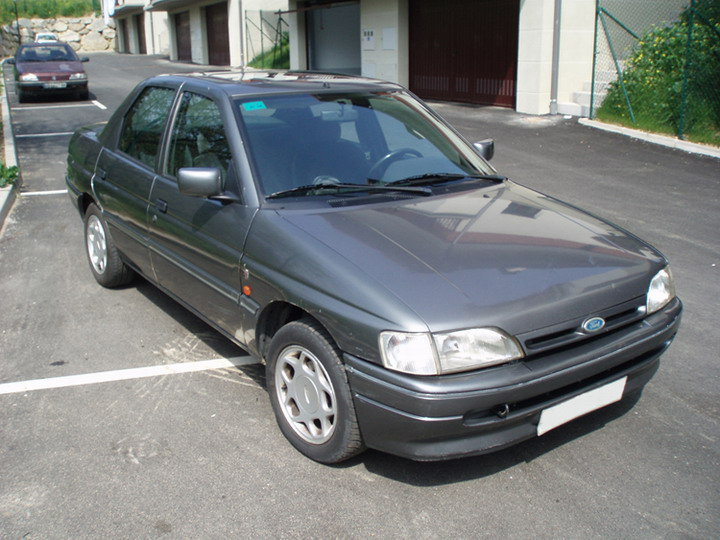
Ford Orion Mark III (1990–1992)

Дебют третього покоління Оріона відбувся у вересні 1990 року, і отримав приблизну оцінку критиків, що й Escort.
В 1992 році, як і у випадку з Ескортом, Orion модернізували, змінивши решітку радіатора, підвіску та почали встановлювати двигуни Zetec 16 Valve, що поліпшили динамічні якості автомобілів. Найшвидші Оріони за весь час випуску мали назву Orion Ghia Si й видавали 130 к.с. (97 кВт) з їх 1,8-літрових двигунів DOHC Zetec.

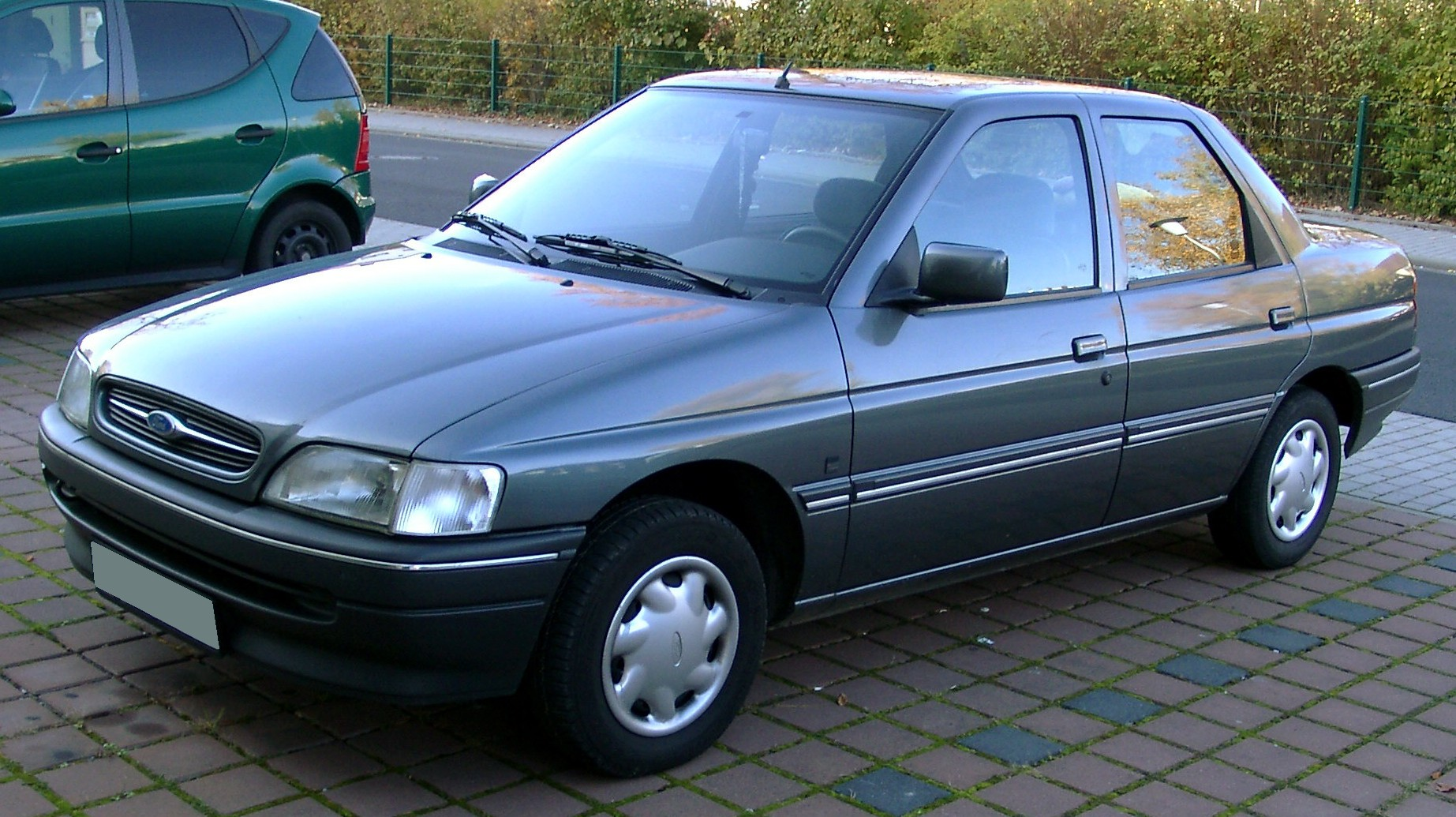
Ford Orion Mark III (1992–1993)
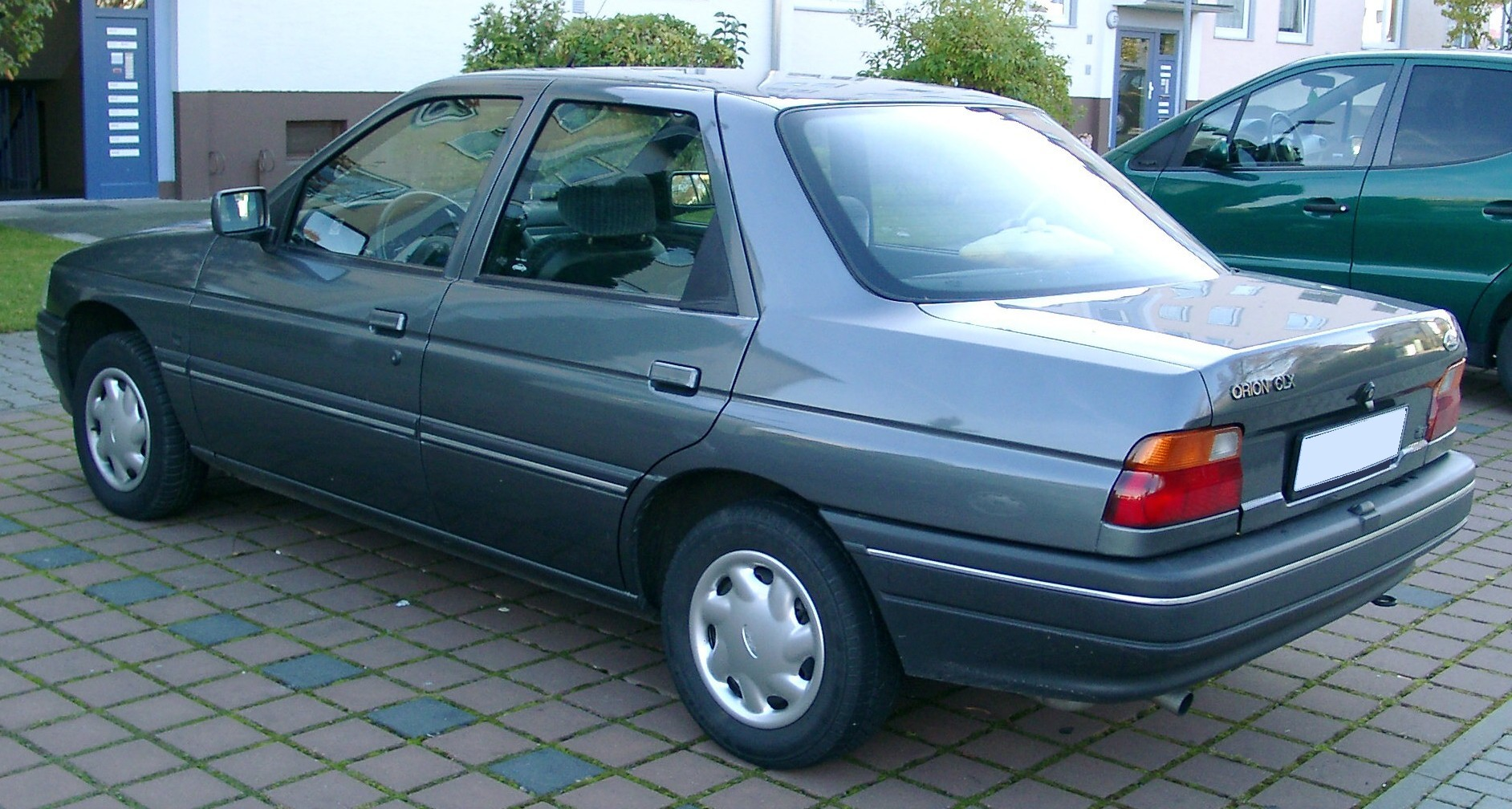
Ford Orion Mark III (1992–1993)

### Версії седан пізніх Ескортів
У вересні 1993 року, Ford припинив ставити шильдик Orion (слідом за Vauxhall, який в 1991 році зробив те ж саме з Бельмонтами) в більшості салонів (крім Аргентини), і просто став використовувати назву Escort для позначення всіх кузовів, і фактично залишався однією з найбільш продаваних моделей в списку фордівських машин. Випуск седанів Escort припинився в 1998 році, коли його замінили сімейством Ford Focus.

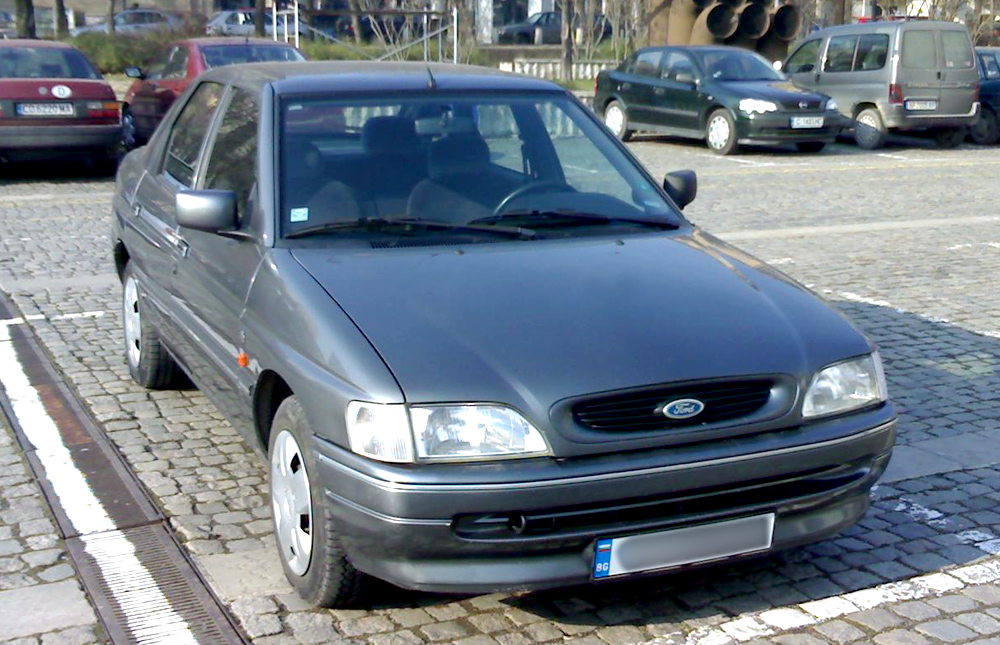
Ford Escort VI седан (1993—1995)
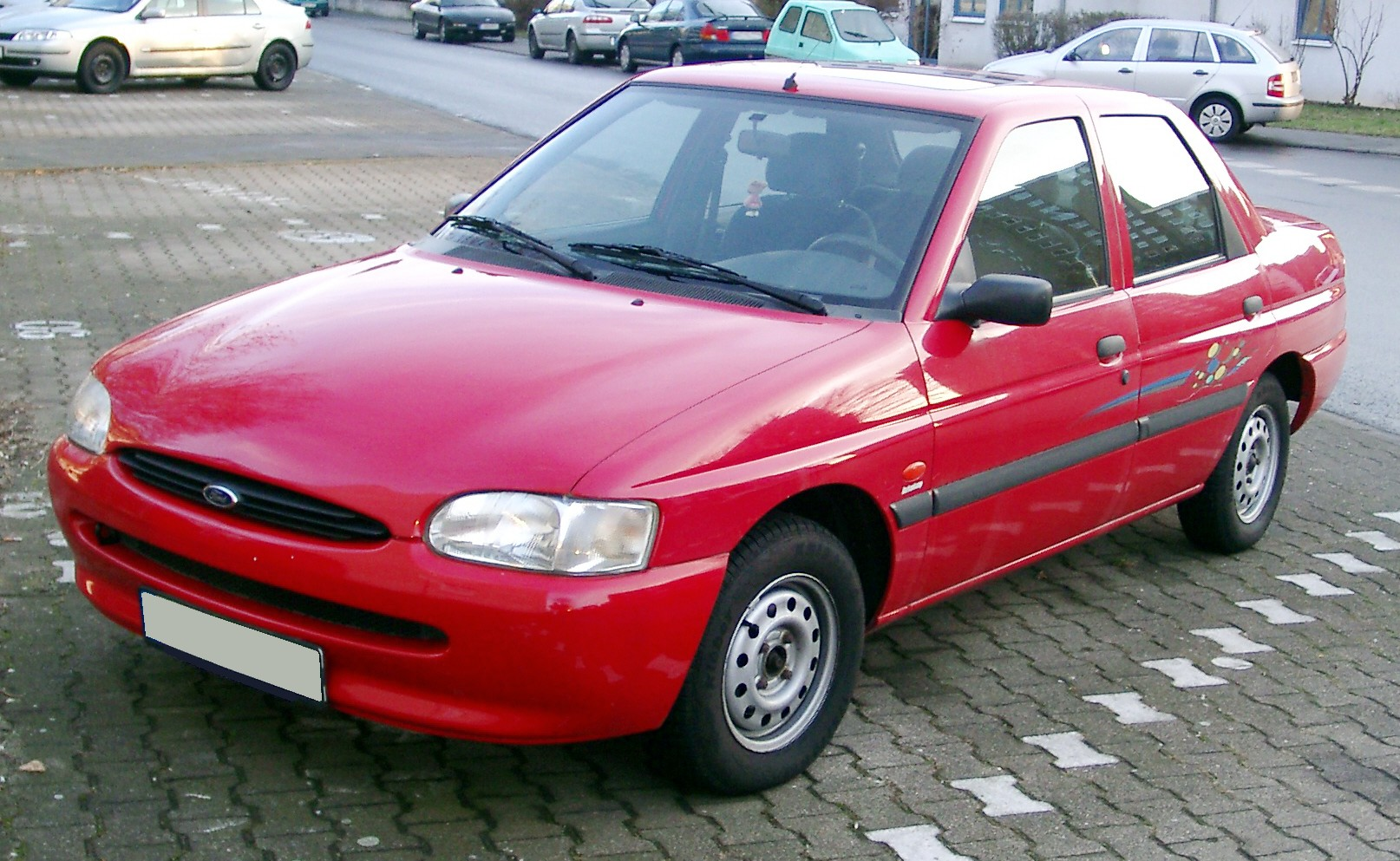
Ford Escort VII седан (1995—2000)
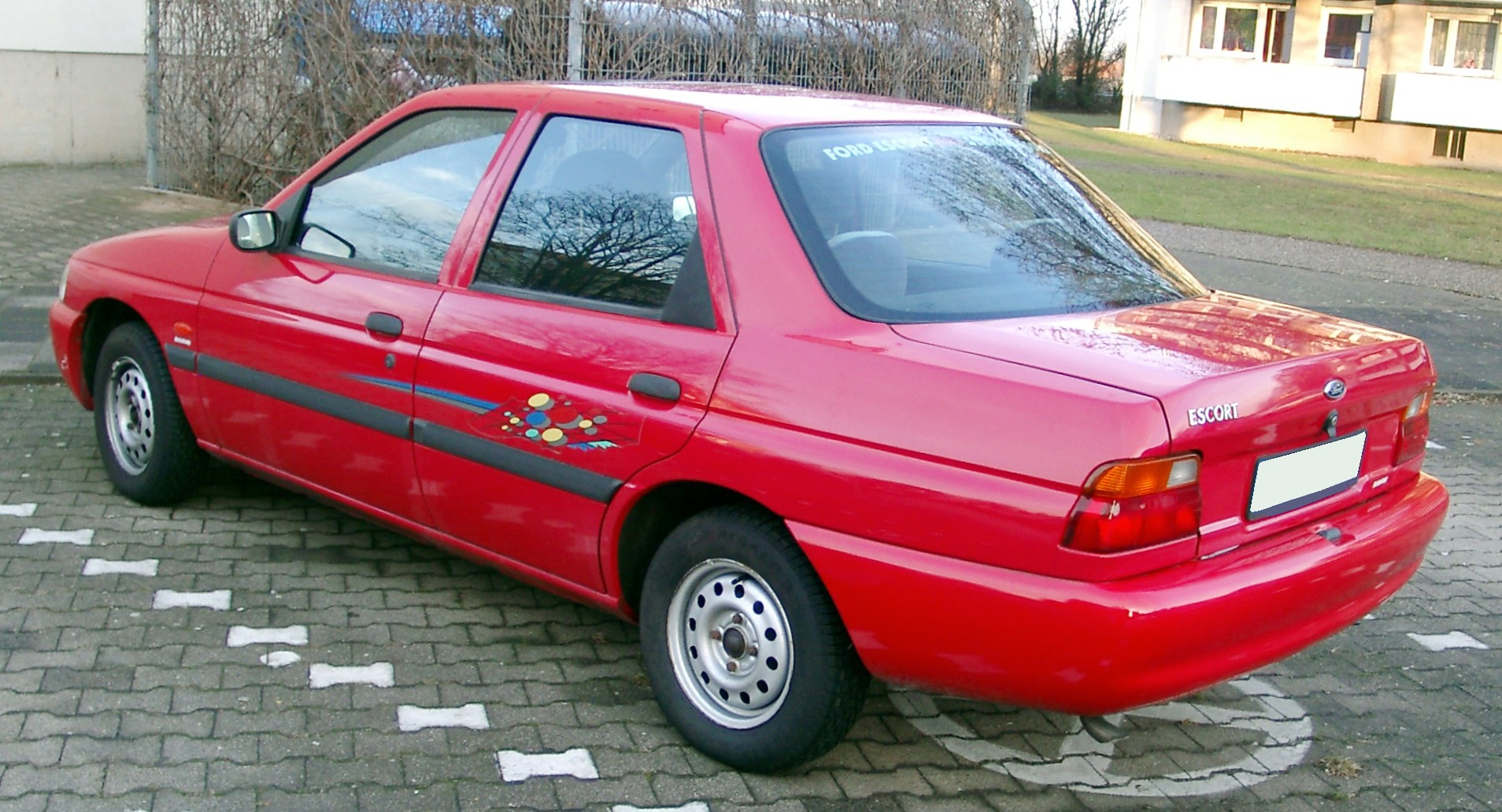
Ford Escort VII седан (1995—2000)